# Canterbury (Connecticut)
Pour les articles homonymes, voir Canterbury (homonymie).
Canterbury est une ville américaine située dans le comté de Windham, dans l'État du Connecticut.

## Histoire
Canterbury devient une municipalité en 1703. Elle doit son nom à la ville anglaise de Canterbury.

## Géographie
Selon le Bureau du recensement des États-Unis, la municipalité s'étend sur 40,21 milles carrés (104,14 km2), dont 39,94 milles carrés (103,44 km2) de terres.

## Démographie
Selon le recensement de 2010, Canterbury compte 5 132 habitants.

## Personnalités liées à la ville
- Moses Cleaveland (1754-1806), politicien américain, est né dans la ville[3]
- Charles Rocket (1949-2005), acteur américain, y est mort[4]
- Sarah Harris Fayerweather (1812-1878), militante afro-américaine, abolitionniste et intégrationniste scolaire[5]

| 1820  | 1850  | 1860  | 1870  | 1880  | 1890 |
| ----- | ----- | ----- | ----- | ----- | ---- |
| 1 984 | 1 669 | 1 591 | 1 543 | 1 272 | 947  |

| 1900 | 1910 | 1920 | 1930 | 1940 | 1950  |
| ---- | ---- | ---- | ---- | ---- | ----- |
| 876  | 868  | 896  | 942  | 992  | 1 321 |

| 1960  | 1970  | 1980  | 1990  | 2000  | 2010  |
| ----- | ----- | ----- | ----- | ----- | ----- |
| 1 857 | 2 673 | 3 426 | 4 467 | 4 692 | 5 132 |